# The Ghan
The Ghan est le nom donné à l'express du désert australien, par allusion au nom donné aux chameliers afghans qui arpentaient avec leurs bêtes les terres de l'Outback.
Grâce à ce train, la ville d'Adélaïde est reliée à Darwin, via Alice Springs sur un périple de 2 979 km. La ligne Adélaïde - Alice Springs a été construite en 1929 mais ce n'est qu'en 2004 qu'elle a été prolongée jusqu'à Darwin. La durée totale du trajet s'étale sur 54 heures en moyenne.
La ligne originelle du Ghan suivait la ligne télégraphique transaustralienne (overland line) tracée par Charles Todd en 1872 en suivant la route tracée en 1860 par l'explorateur John McDouall Stuart.
Le train fait une étape de quelques heures à Katherine. Un casino se trouve à bord, et une voiture‑restaurant, le Queen Adelaide Restaurant.